# Ishizakiella ryukyuensis
Ishizakiella ryukyuensis is een mosselkreeftjessoort uit de familie van de Leptocytheridae. De wetenschappelijke naam van de soort is voor het eerst geldig gepubliceerd in 1994 door Tsukagoshi.